# Gare d’Étréchy
Gare de Étréchy – przystanek kolejowy w Étréchy, w departamencie Essonne, w regionie Île-de-France, we Francji.
Jest przystankiem Société nationale des chemins de fer français (SNCF), obsługiwanym przez pociągi Réseau express régional d’Île-de-France linii C.

## Położenie
Znajduje się na km 48,690 linii Paryż – Bordeaux, pomiędzy stacjami Chamarande i Étampes, na wysokości 79 m n.p.m.

## Linie kolejowe
- Paryż – Bordeaux